# Maya Joint
Maya Joint (Grosse Pointe, 16 de abril de 2006) es una tenista profesional australiana.
El mejor ranking alcanzado por Joint fue el 41° WTA y también logró ser 80º a nivel mundial en dobles, ambos logrados el 30 de junio de 2025 tras conseguir su segundo título a nivel individual en Eastbourne y ser finalista en dobles en el mismo torneo disputado en esta ciudad inglesa.
Hizo su debut en un Grand Slam en individuales en el Abierto de Estados Unidos 2024, después de pasar la clasificación, logrando entrar al cuadro principal con la edad de 18 años. También registró su primera victoria WTA en dicho torneo, al vencer a Laura Siegemund. Perdió en la segunda ronda ante la preclasificada número 14 Madison Keys en sets corridos.
En enero de 2025, consiguió su primera semifinal de un torneo WTA en el Torneo de Hobart, después de recibir un wildcard para el cuadro principal.

## Títulos WTA (3; 2+1)

### Individual (2)
| Leyenda              |
| -------------------- |
| Grand Slam (0)       |
| Juegos Olímpicos (0) |
| WTA Finals (0)       |
| WTA 1000 (0)         |
| WTA 500 (0)          |
| WTA 250 (2)          |

| N.º | Fecha               | Torneo     | Superficie | Oponente en la final | Resultado     |
| --- | ------------------- | ---------- | ---------- | -------------------- | ------------- |
| 1.  | 24 de mayo de 2025  | Marruecos  | Arcilla    | Jaqueline Cristian   | 6-3, 6-2      |
| 2.  | 28 de junio de 2025 | Eastbourne | Hierba     | Alexandra Eala       | 6-4, 1-6, 7-6 |

### Dobles (1)
| Leyenda              |
| -------------------- |
| Grand Slam (0)       |
| Juegos Olímpicos (0) |
| WTA Finals (0)       |
| WTA 1000 (0)         |
| WTA 500 (0)          |
| WTA 250 (1)          |

| N.º | Fecha              | Torneo    | Superficie    | Pareja              | Oponentes en la final                | Resultado |
| --- | ------------------ | --------- | ------------- | ------------------- | ------------------------------------ | --------- |
| 1.  | 23 de mayo de 2025 | Marruecos | Tierra batida | Oksana Kalashnikova | Angelica Moratelli Camilla Rosatello | 6-3, 7-5  |

## Títulos WTA 125s

### Individuales (0)

#### Finalista (1)
| N.º | Fecha               | Torneo   | Superficie | Oponente     | Puntaje       |
| --- | ------------------- | -------- | ---------- | ------------ | ------------- |
| 1.  | 27 de julio de 2024 | Varsovia | Dura       | Alycia Parks | 6-4, 3-6, 3-6 |